# Xian de Zhuxi
Le xian de Zhuxi (竹溪县 ; pinyin : Zhúxī Xiàn) est un district administratif de la province du Hubei en Chine. Il est placé sous la juridiction de la ville-préfecture de Shiyan.

## Démographie
La population du district était de 360 806 habitants en 1999.